# Hans De Munter
Hans De Munter (Merksem, 15 juni 1953) is een Vlaamse acteur.
In het theater was hij onder andere als acteur en regisseur verbonden met het Raamtheater, bij de producties Koning Lear, Hakkelgaren en De Onkreukbaren. Tot zijn voornaamste rollen op televisie behoren die van Robert Swerts in Thuis (1998-2005), Dirk Cockelaere in Familie (2010-2014), Dimitri Vanieper in Wittekerke (1997-1998) en Antonio Tagliatelle in De Familie Backeljau (1994-1997).

## Filmografie
- De Leeuw van Vlaanderen (1984) - als Adolf van Nieuwland
- Wildschut (1985) - als luitenant Hansen
- Springen (1986) - als agent
- Crazy Love (1987)
- Langs de kade (1988) - als Wim Steurs
- Alfa Papa Tango (1990)
- Surprise Weekend (1991) - als Robert
- Ramona (1991) - als Ivan
- Familie (1992) - als Ludo
- Commissaris Roos (1992) - als David
- Meester! (1993)
- Buiten De Zone (1994, 1996) - Agent
- F.C. De Kampioenen (1994) - als Alex Cooremans
- Goede tijden, slechte tijden (1994) - als gynaecoloog
- Freddytex (1994)
- Interflix (1994) - als werkman
- De Familie Backeljau (1994-1997) - als Antonio Tagliatelle/Jean-Jean Van Vossem
- Niet voor publikatie (1995) - als Jacobs
- Onderweg naar Morgen (1995) - als Ronald van Kalkhoven
- Hotel Hotel (1996)
- Heterdaad (1996-1997) - als Bruno Snoeckx
- Windkracht 10 (1997) - als kolonel Meersman
- Kongo (1997) - als Jean Roland
- Wittekerke (1997-1998) - als Dimitri Vanieper
- F.C. De Kampioenen (1998) - als klant
- Hof van Assisen (1998) - als Jean Degryse
- Deman (1998) - als Medard Dedoncker
- Thuis (1998, 2004-2005) - als Jan/Robert Swerts
- Westenwind (1999) - als Raymond Hendrickx
- Lili en Marleen (1999) - als Armand
- Flikken (1999) - als pastoor
- Kaas (1999) - als Kaas-agent
- De boerenkrijg (1999) - als Henri Beaumont
- Alle maten (1999)
- Recht op Recht (2000) - als professor Coenjaerts
- Oppassen!!! (2001) - als Stefan Van Der Vorst
- Olivetti 82 (2001) - als Vandenberghe
- W817 (2001-2003) - als Robert De Hert
- Recht op Recht (2002) - als onderzoeksrechter
- Hallo België! (2003) - als John Van Buuren
- Sedes & Belli (2003) - als Adriaan Goedseels
- De duistere diamant (2004) - als rechter
- Rupel (2004) - als dokter Dirk Deruyck
- Aspe (2004) - als hoofdinspecteur Bultynck
- Sprookjes (2004) - diverse rollen
- Witse (2004-2005, 2009) - als hoofdcommissaris Paul Keysers
- De Wet volgens Milo (2005) - als procureur Kral
- Buitenspel (2005) - als dokter Kaaiman
- Spring (2005-2006) - als meneer Bertels
- Dennis van Rita (2006) - als neurologist
- Familie (2007) - als Petros Granitou
- Zone Stad (2007) - als onderzoeksrechter Stefaan Paulussen
- F.C. De Kampioenen (2007) - als Hubert Somers
- Mega Mindy (2007) - als Kazimir Kriminalsky
- Sara (2007-2008) - als Leon Van Wyck
- Spoed (2008) - als Hugo
- Flikken (2008) - als Philippe D'Hoker
- Vermist (2008) - als Leo Kamps
- Halleluja! (2008) - als Joris
- De Smaak van De Keyser (2008) - als notaris DK
- Amika (2008-2009) - als Mathieu Lodewijks
- Jes (2009) - als Jean-Luc
- Mega Mindy (2009) - als Fred Baksteen
- Aspe (2009) - als Leo Sanders
- Code 37 (2009) - als Serge Vlaeminck
- Familie (2010-2014) - als Dirk Cockelaere
- Clan (2012) - als meneer Custermans
- De Vijfhoek (2012) - als Herman Coppens
- Aspe (2012) - als Hubert Dauxois
- Crimi Clowns (2012-2017) - als inspecteur Fred Coenen
- Ontspoord (2013) - als Erik De Vuyst
- Ghost Rockers (2014-2017) - als Ronny 'Rocco' Kent
- De Kotmadam (2016) - als Hans Van Dam
- Nachtwacht (2016) - als graaf Ragul
- Crimi Clowns 2.0: Uitschot (2016) - als inspecteur Fred Coenen
- Brussel (2017) - als vader van Charlotte
- De Kroongetuigen (2017) - als speurder
- 13 Geboden (2018) - als Georges Degraeve
- Baptiste (2019) - als Jean-Francois
- Een Goed Jaar (2020) - als Joris Tielemans
- De Kraak (2021) - als Ludovic Armitage
- Onder Vuur (2024) - als Michel
- Milo (2024-heden) - als Georges Merckx

## Privé
- Hans De Munter heeft 2 zonen met actrice Ann Hendrickx en één zoon met een andere partner.